# 2,6-xylenol
2,6-xylenol is een van de zes isomeren van xylenol. De stof is ook bekend als 2,6-dimethylfenol. Het is een beige kristallijne vaste stof.

## Synthese
2,6-xylenol kan bereid worden door de alkylering van fenol of van orthocresol, met methanol als alkyleringsmiddel. De katalysator moet een goede selectiviteit vertonen voor ortho-alkylering. Hij is doorgaans gebaseerd op een magnesiumverbinding zoals magnesiumoxide of magnesiumcarbonaat.

## Toepassingen

Polyfenyleenether

2,6-xylenol vindt toepassing als monomeer voor polyfenyleenether. Dit is een thermoplastische kunststof met de algemene formule (C8H8O)n. Het is een polymeer met goede mechanische eigenschappen dat bestand is tegen hoge temperaturen, hoewel deze eigenschappen na verloop van tijd afnemen. In de praktijk wordt het daarom niet zuiver aangewend maar gemengd met een ander polymeer zoals polyamide of polystyreen, waardoor de nadelen grotendeels worden opgeheven. Er worden onder meer vormstukken van gemaakt voor de elektrische, elektronische en voertuigindustrie.
Polyfenyleenether, afgekort als PPE, wordt ook polyfenyleenoxide of PPO genoemd; maar die benaming is misleidend want het is geen oxide maar een ether.